# Miss Derringer
Miss Derringer is een Amerikaanse, uit Los Angeles afkomstige pop/underground rockband, met als boegbeeld zangeres Elizabeth McGrath en haar man/songwriter Morgan Slade. Verdere leden van de band zijn Sylvain de Muizon (bas), Cody James (drums) en Ben Shields (leadgitaar). Miss Derringer, hoewel het klinkt als een zanger of een enkele persoon, is een complete band.

## Geschiedenis
Miss Derringer wordt beïnvloed door Amerikaanse muziek van eind jaren 1950 en begin jaren 1960, met name de vintageklanken van outlawcountry en de meidenbandpop uit de vroege jaren 1960. Miss Derringer heeft in het voorprogramma gestaan van diverse bekende acts, waaronder Bad Religion, Blondie, John Doe, IAMX en Tiger Army. Miss Derringer heeft twee albums uitgebracht bij Sympathy for the Record Industry. De eerste King James, Crown Royal and a Colt 45 werd uitgebracht in 2004. Hun tweede album Lullabies bevat gastmuzikanten, waaronder drummer Clem Burke van Blondie en werd mede geproduceerd door Derek O'Brien van Social Distortion en The Adolescents. In 2007 bracht Miss Derringer de 2-nummerige ep Black Tears elektronisch uit bij Stay Gold Records. Black Tears is geproduceerd door John Kastner van The Doughboys en All Systems Go! Het nummer Black Tears en de remixversie ervan waren te horen tijdens de televisieshow How I Met Your Mother. In 2008 tekende de band een marketingovereenkomst voor strategisch partnerschap met het bekende reclamebureau Deutsch Inc. Eind 2008 werd Miss Derringer door de Morgans Hotel Group geselecteerd als een van de verschillende bands om deel te nemen aan hun Recess is on-campagne en werd gefilmd met een liveversie van hun nummer better Run Away From Me in het Mondrian Hotel in Los Angeles. In februari 2009 tekende Miss Derringer een platencontract bij Triple X Records uit Los Angeles, die het derde album Winter Hill van de band uitbracht in juli 2009.